# Dombeyoideae
Dombeyoideae là danh pháp khoa học của một phân họ trong họ Cẩm quỳ (Malvaceae) theo nghĩa rộng (sensu lato), theo như đề xuất của APG. Phần lớn các loài cây đặt tại đây từng có thời được tổ hợp với các chi có quan hệ họ hàng nhiều hay ít trong họ Trôm (Sterculiaceae) cận ngành; một lượng chi nhỏ hơn từng đặt trong họ Đoạn (Tiliaceae), cũng không phải là nhóm đơn ngành.
Phân họ Dombeyoideae ban đầu được Carl Beilschmied miêu tả năm 1833. Trong giới hạn của định nghĩa hiện tại, nhóm này chứa khoảng 20-21 chi và 381 loài, trong đó khoảng 225 loài (60%) thuộc về chi Dombeya (một trong số các chi đông loài nhất của họ Malvaceae). Chi đông loài kế tiếp là Melhania với khoảng 60 loài. Chúng mọc tại vùng nhiệt đới Cựu thế giới, đặc biệt đa dạng tại Madagascar và quần đảo Mascarene, với khoảng hai phần ba số loài có mặt tại đó. Tại quần đảo Mascarene, chúng nằm trong số nhóm các thực vật hạt kín đa dạng nhất, và trông tương tự như các loài thực vật không có quan hệ họ hàng, như Aeonium (họ Crassulaceae) trên quần đảo Canary hay liên minh silversword (tông Madieae thuộc họ Asteraceae) của quần đảo Hawaii.
Phân họ này đôi khi được chia tiếp ra thành các tông (Corchoropsideae, Dombeyeae, Eriolaeneae, Helmiopsideae), nhưng điều này thường được coi là không được bảo đảm. Có lẽ, phần lớn hoặc tất cả các phân chia được đề xuất này là không đơn ngành và vì thế về mặt kỹ thuật là đồng nghĩa với toàn bộ phân họ
Một vài loài đáng chú ý vì gỗ có hoa văn đẹp của chúng, được người ta dùng làm gỗ khảm thêm vào cùng các tác phẩm nghệ thuật. Các loài khác, như các loài thuộc chi điển hình của phân họ (Dombeya) - là các loài cây cảnh phổ biến do hoa đẹp của chúng. Các loài trong chi Trochetia đáng chú ý vì mật hoa có màu dị thường mà chúng có thể sản sinh ra, và chúng thường được các loài tắc kè thuộc chi Phelsuma thụ phấn.

## Các chi
Các chi trong phân họ Dombeyoideae là:
- Astiria Lindl. – có lẽ thuộc về chi Dombeya
- Burretiodendron – nghiến, trước đây xếp trong họ Tiliaceae.
- Cheirolaena Benth
- Corchoropsis Siebold & Zucc. – trước đây xếp trong họ Tiliaceae.
- Dombeya
- Eriolaena
- Harmsia K.Schum.
- Helmiopsiella Arenes
- Helmiopsis H.Perrier
- Melhania
- Nesogordonia
- Paradombeya Stapf
- Paramelhania Arenes
- Pentapetes L.
- Pterospermum
- Ruizia Cav.
- Schoutenia – trước đây xếp trong họ Tiliaceae.
- Sicrea – trước đây xếp trong họ Tiliaceae.
- Trochetia
- Trochetiopsis